# Give Me Liberty (film 1936)
Give Me Liberty è un cortometraggio del 1936 diretto da B. Reeves Eason. Nel 1937, vinse l'Oscar al miglior cortometraggio a colori, premio che venne assegnato solo nel 1937 e nel 1938.

## Produzione
Il film fu prodotto dalla The Vitaphone Corporation in technicolor.

## Distribuzione
Distribuito dalla Warner Bros. Pictures, il film uscì in sala il 19 dicembre 1936. È inserito nel catalogo della Turner Classic Movies (TCM). Nel 2007, la Warner Home Video lo distribuì in DVD.

### Date di uscita
- USA	19 dicembre 1936
- USA	10 giugno 1950	 (riedizione)
- USA  2007  DVD

## Riconoscimenti
- Oscar al miglior cortometraggio a colori